# The Fall (álbum de Norah Jones)
The Fall é o quarto álbum de estúdio da cantora americana Norah Jones, lançado a 17 de novembro de 2009. Foi um sucesso de critica e público com vendas estimadas em 1 milhão de cópias nos EUA. É o seu álbum menos vendido, por causa da nova era da música.

## Faixas
1. "Chasing Pirates" (Norah Jones - 2:40
2. "Even Though" (Jones, Jesse Harris - 3:52
3. "Light As a Feather" (Jones, Ryan Adams - 3:46
4. "Young Blood" (Jones, Mike Martin - 3:38
5. "I Wouldn't Need You" (Jones - 3:30
6. "Waiting" (Jones - 3:31
7. "It's Gonna Be" (Jones - 3:11
8. "You've Ruined Me" (Jones - 2:38
9. "Back to Manhattan" (Jones - 4:09
10. "Stuck" (Jones, Will Sheff - 5:13
11. "December" (Jones - 3:05
12. "Tell Yer Mama" (Jones, Harris, Richard Julian - 3:13
13. "Man of the Hour" (Jones) - 2:56

## Faixas DVD
1. "Chasing Pirates" (Norah Jones - 2:40
2. "Even Though" (Jones, Jesse Harris - 3:52
3. "Light As a Feather" (Jones, Ryan Adams - 3:52
4. "Young Blood" (Jones, Mike Martin - 3:38
5. "I Wouldn't Need You" (Jones - 3:30
6. "Waiting" (Jones - 3:31
7. "It's Gonna Be" (Jones - 3:11
8. "You've Ruined Me" (Jones - 2:45
9. "Back to Manhattan" (Jones - 4:09
10. "Stuck" (Jones, Will Sheff - 5:15
11. "December" (Jones - 3:05
12. "Tell Yer Mama" (Jones, Harris, Richard Julian - 3:25
13. "Man of the Hour" (Jones) - 2:56